# Agonocryptus rufigaster
Agonocryptus rufigaster là một loài tò vò trong họ Ichneumonidae.